# Chlidonias leucopterus
El fumarel aliblanco (Chlidonias leucopterus) es un ave de la familia Sternidae que habita en Eurasia, África y Oceanía, generalmente en las grandes masas de agua dulce.

## Descripción
Es un pequeño esternido, 20-23 cm de longitud corporal, con largas alas (de 63-67 cm de envergadura alar) y patas cortas, pero sus alas son algo más cortas que las de los charranes y su cola es mucho menos ahorquillada. Tiene una estructura muy similar al fumarel común aunque sus alas son algo más anchas y menos apuntadas. Su pico es negro, corto, de 22-25 mm, recto y puntiagudo y sus patas son de color rojo. 

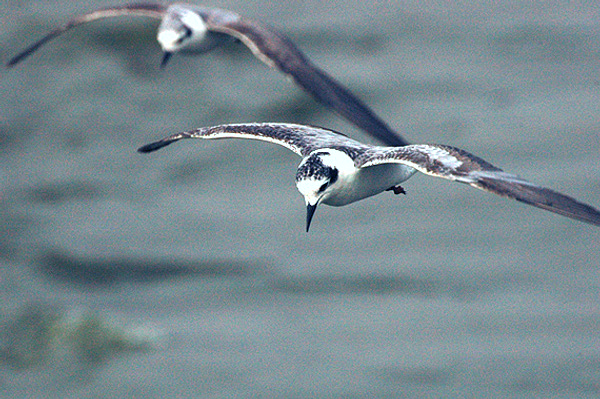
Individuos con plumaje de invierno.

Los adultos en verano presentan su llamativo plumaje nupcial; la cabeza y todo su cuerpo son de color gris oscuro, prácticamente negro, excepto su cola, zona anal y obispillo que son blancos. Además como su nombre indica sus alas son grises blanquecinas en la parte superior, casi blancas cerca de los hombros, mientras que las coberteras inferiores son también de color gris oscuro. En invierno las plumas negras pasan a ser blancas, con excepción de una pequeña mancha tras los ojos unida a una zona gris en el píleo, lo que da la impresión de pequeña tener una pequeña silla de montar sobre la cabeza. También desaparece el blanco de sus alas que se vuelve gris claro como la espalda. El plumaje de los juveniles se asemeja al de los adultos en invierno pero tienen la espalda gris oscura y su mancha del píleo es más oscura.

## Distribución y hábitat

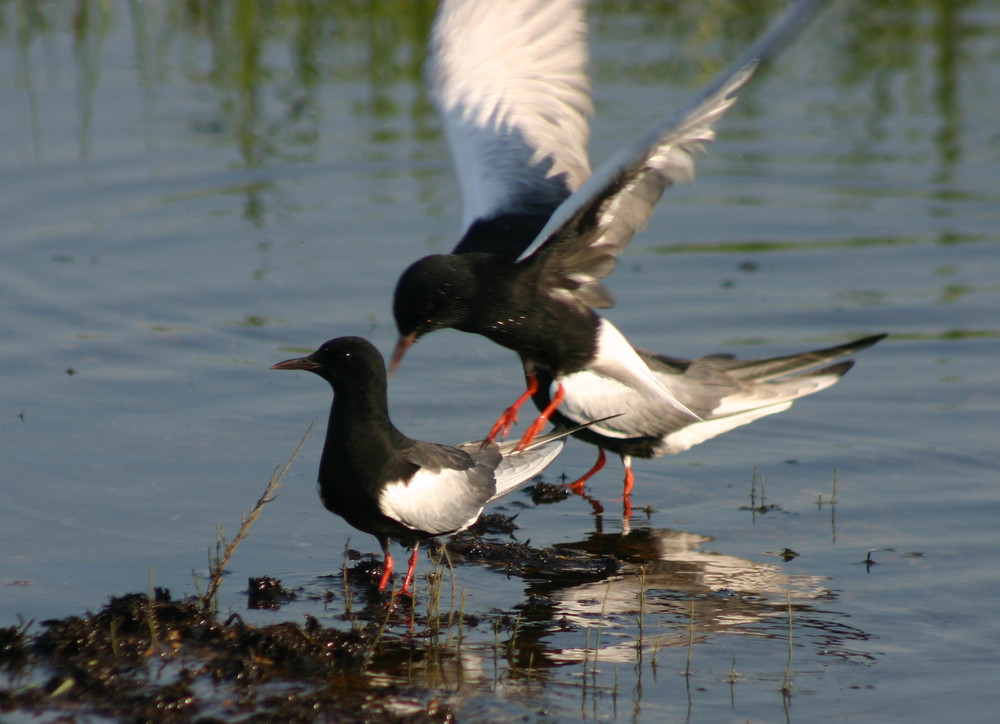
Grupo de fumareles aliblancos en una charca de Polonia durante el verano.

Su hábitats en época reproductiva son los lagos, estanques y pantanos otras zonas de agua dulce principalmente en el sureste de Europa y Asia Central. En invierno migran hacia África, el sur de Asia y Oceanía. El fumarel aliblanco es una de las especies a las que se les aplica el Acuerdo para la Conservación de aves acuáticas migratorias afro-eurasiáticas (AEWA). En Norteamérica es una divagante escasa, principalmente en la costa atlántica, aunque existen unos pocos registros en la costa del Pacífico y en el interior de la zona de los Grandes lagos. Fuera de la época de cría puede encontrarse en estuarios y marismas costeras. Evita internarse en el mar excepto durante las migraciones.

## Comportamiento

### Alimentación
Como los demás fumareles (Chlidonias), y a diferencia de los charranes (Sterna), estas aves no se zambullen en el gua para pescar, sino que vuelan lentamente sobre la superficie de las aguas picándola para atrapar a sus presas y atrapando insectos al vuelo. Se alimentan principalmente de insectos y pequeños peces.

### Reproducción

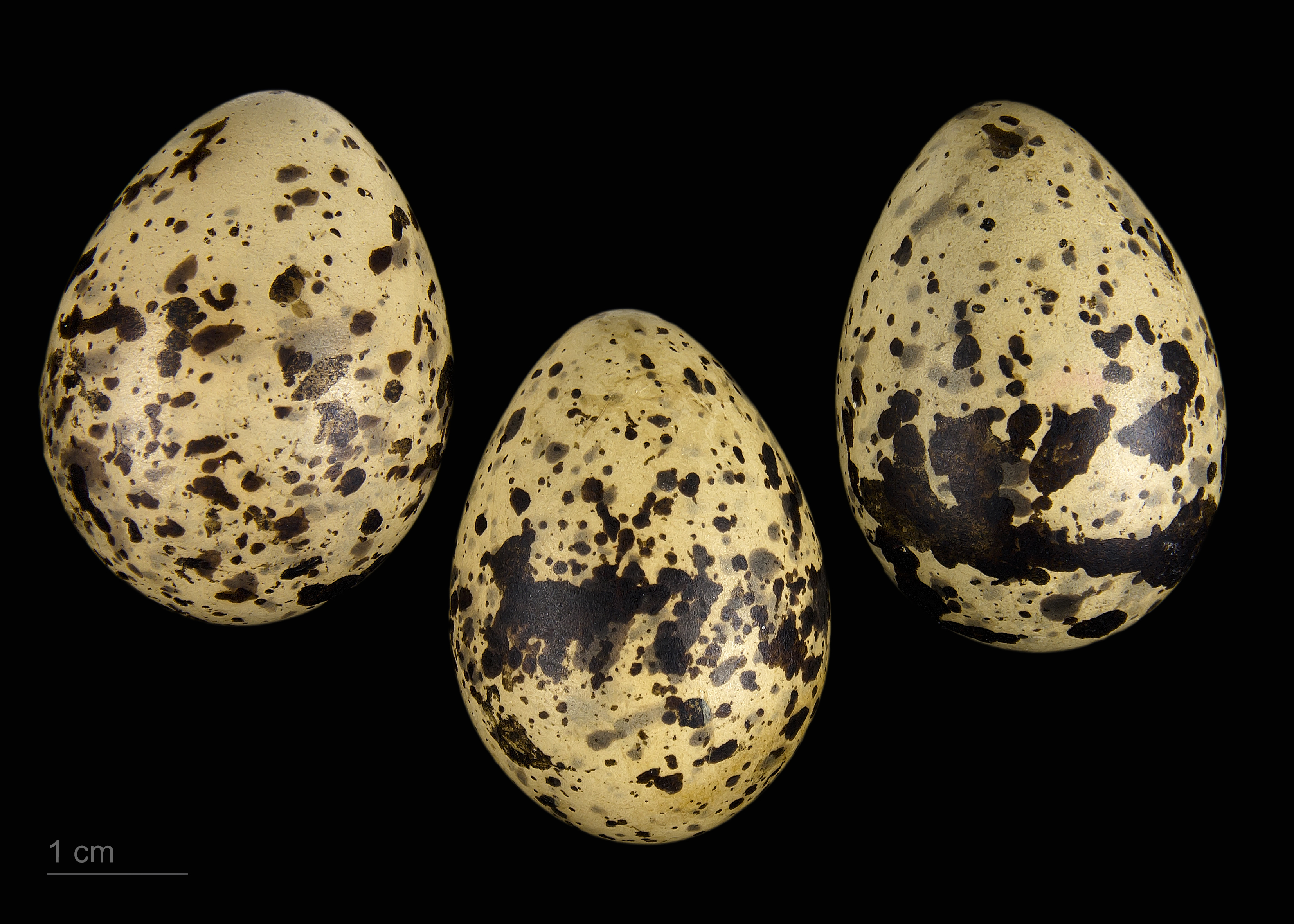
Chlidonias leucopterus - MHNT

Generalmente anidan tanto sobre el suelo escondidos entre la vegetación de la orilla del agua como sobre la vegetación flotante de los pantanos. Ponen de 2 a 4 huevos. Los juveniles no alcanzan la madurez sexual hasta el segundo año.

## Hibridación
Aunque es rara se ha registrado hibridación con el fumarel común en algunos lugares como Suecia, y los Países Bajos. Se encontraron dos juveniles en Inglaterra, en el lago del valle Chew, en septiembre de 1978 y 1981, que se cree que eran híbridos, presentaban características mixtas de las dos especies, específicamente una combinación de la espalda oscura (característica del fumarel aliblanco) con manchas oscuras en los laterales del pecho (una característica del fumarel común, pero no del aliblanco).